# Taifa de Arcos
La Taifa de Arcos fue un reino independiente musulmán que surgió en al-Ándalus en 1012, a raíz de la desintegración que el Califato de Córdoba venía sufriendo desde 1009, y que desapareció en 1069 cuando se integró en la Taifa de Sevilla, perteneciendo cronológicamente a los primeros reinos de taifas.

## Historia

Los reinos de taifas en 1037.

La familia bereber de los Banu Jizrun, perteneciente a la confederación zenata, encabezada por Muhammad I, se hizo con el poder de la cora de Sidonia tras expulsar al gobernador omeya que la regía, proclamando su independencia y dando lugar al reino taifa de Arcos en 1012, con capital en la actual ciudad de Arcos de la Frontera.
Considerada una taifa menor, al igual que las de Algarve, Algeciras, Carmona, Huelva, Mertola, Morón, Niebla, Ronda, y Silves, terminó siendo conquistada e integrada en la gran taifa de Sevilla, como las demás mencionadas. La taifa de Arcos ya estuvo a punto de desaparecer como entidad independiente en 1053, cuando Al-Mutadid hizo encarcelar en Sevilla a Abdun ben Muhammad, junto a los reyes de las taifas de Ronda y Morón, circunstancia que aprovechó Muhammad II para hacerse con el poder, que ejercería hasta que en 1069 Al-Mutadid, rey la taifa sevillana, conquistó la taifa de Arcos.